# Jakub Cusmano
Jakub Cusmano, właśc. wł. Giacomo Cusmano (ur. 15 marca 1834 w Palermo, zm. 14 marca 1888) – włoski zakonnik (S.d.P) i prezbiter, założyciel zgromadzeń zakonnych, błogosławiony Kościoła rzymskokatolickiego.
Jako dziecko uczęszczał do jezuickiego Collegio Massimo, następnie studiował medycynę by w 1855 roku otrzymać doktorat z medycyny. Jako lekarz zajmował się głównie biednymi. W dniu 22 grudnia 1860 roku otrzymał święcenia kapłańskie.
Jakub Cusman założył męskie zgromadzenie Misjonarzy Sług Ubogich oraz żeńskie - Sióstr Sług Ubogich (łac. Congregatio Missionariorum Servorum Pauperum).
Zmarł 14 marca 1888 roku w opinii świętości.
Beatyfikował go papież Jan Paweł II 30 października 1983 roku.